# درهم‌گویی
درهم‌گویی (schizophasia) نوعی از پریشان‌گویی با دلایل روان‌پزشکی است.
درهم‌گویی ارائه مخلوطی درهم، اشتباه یا ناخوانا و به ظاهر تصادفی از واژه‌ها است. در ارزیابی روانی تداوم چنین اختلال گفتاری اغلب از نشانگانِ اختلالات عصبی یا وجود بیماری روانی در فرد است. دستور زبان در این اختلال ممکنست درست یا نادرست باشد اما هیچ مفهومِ درستی را به لحاظِ معناشناسی نمی‌توان از آنها برداشت نمود و بی معنا هستند. شناختِ چنین گفتاری، در روان‌پزشکی و روان‌شناسی کاربرد دارد.
درهم‌گویی در بیماران زوال عقل و اسکیزوفرنی، و نیز در برخی افراد با آسیب‌های مغزی دیده می‌شود.